# غاري لوي
غاري لوي (بالإنجليزية: Gary Lowe)‏ هو لاعب كرة قدم أمريكية أمريكي، ولد في 4 مايو 1934 في ترينتون في الولايات المتحدة، وتوفي في 8 أكتوبر 2017.

## وصلات خارجية
- غاري لوي على موقع مرجع كرة القدم المحترفة.كوم (الإنجليزية)